# 모리스박쥐
모리스박쥐(Myotis morrisi)는 애기박쥐과 윗수염박쥐속에 속하는 박쥐이다. 에티오피아와 나이지리아에서 발견된다. 자연 서식지는 건조 사바나 지역과 습윤 사바나 지역, 동굴, 지하 서식지(동굴 외)이다.

## 특징
전체 몸길이가 93mm인 작은 박쥐로 전완장은 45~47mm, 꼬리 길이는 45mm이다. 발 길이는 9.5~10mm, 귀 길이는 16~17mm, 날개 폭은 최대 30cm이다. 몸무게는 최대 8g이다.

## 생태
동굴 속이나 지하 환경에서 피신하여 서식한다. 지상 약 1~3m 위를 나는 곤충을 포식한다.

## 분포 및 서식지
에티오피아 중서부와 나이지리아 북동부의 두 군데 지역에서 포획한 두 점의 표본만이 알려져 있다. 습윤 또는 건조 사바나 지역에서 서식한다.